# Casa de Câmara e Cadeia (Florianópolis)
A Casa de câmara e cadeia é uma construção colonial brasileira localizada na cidade de Florianópolis e que em 2019 virará museu.

## História
As vilas do Brasil colonia tinham suas atividades autônomas, essas atividades eram realizadas nas casas de câmara.
No ano de 1758 foram comprados terenos no largo da matriz com a esquina da Rua Menino de Deus. Os terrenos pertenciam ao Capitão Bastos, e serviriam para abrigar a sede da Casa de Câmara e Cadeia.
Para a criação da nova sede da vila foi instituído um imposto no valor de 20.000 réis sobre as pipas de cachaça que circulavam na região, no ano de 1770 o ouvidor São Paio em carta pede a construção da nova sede. João Tavares Fernandes ganhou a licitação da obra no valor de 19 mil cruzados e trezentos mil réis, com prazo de três anos para sua conclusão. As velhas casas que haviam no local e abrigavam as atividades precisaram ser demolidas, enquanto a obra não se concluía foram utilizadas pequenas construções de Tomás Cardoso de Almeida.
A construção foi feita aos moldes construtivos da época com óleo de baleia e cal, a obra foi entregue em 29 de dezembro de 1780, no governo do Brigadeiro Francisco de Barros Morais Araújo Teixeira Omen, sua construção levou nove anos sendo entregue em 1780.
Posteriormente perdeu suas características originais adotando um estilo eclético durante a superintendência do Coronel Pereira e Oliveira, muitas das características que possui até hoje hoje.

## Museu
O prédio da antiga casa de câmara e cadeia abrigará um museu que contará a história de Florianópolis desde períodos anteriores a colonização até a história mais recente, a previsão de entrega do museu que será feito pelo Sesc é para 2019.

## Antigamente

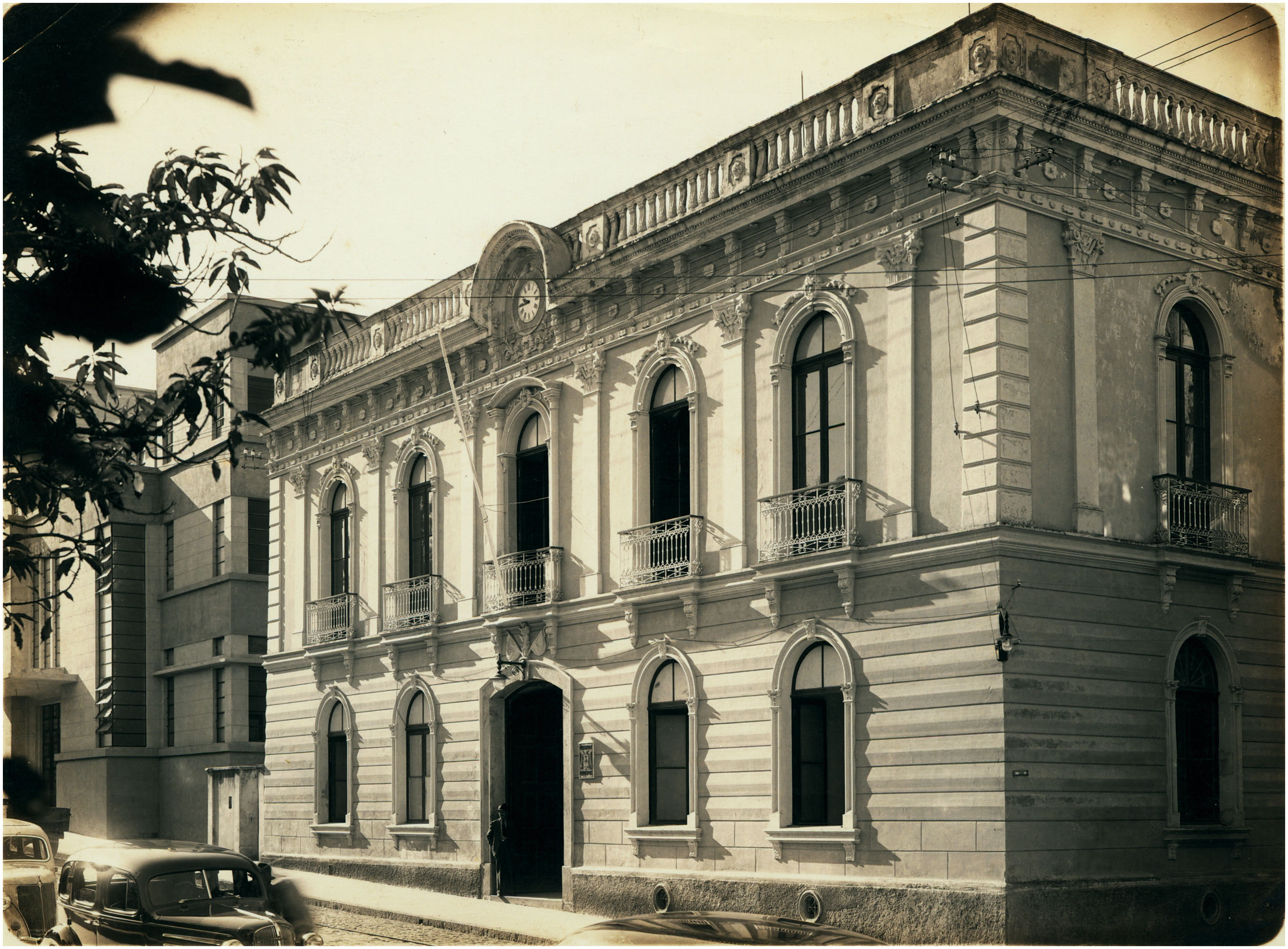
Casa de Câmara e Cadeia de Florianópolis